# LaGrange (New York)
Pour les articles homonymes, voir Lagrange.
LaGrange est une ville située dans le comté de Dutchess, dans l'État de New York, aux États-Unis,. En 2010, elle comptait une population de 15 730 habitants, estimée au 1er juillet 2016 à 15 634 habitants.

## Démographie
Lors du recensement de 2010, la ville comptait une population de 15 730 habitants. Elle est estimée, en 2016, à 15 634 habitants.